# Emma Greenová
Emma Anna-Maria Greenová, provdaná Tregarová (* 8. prosince 1984 Bergsjön, Göteborg) je bývalá švédská atletka, která se specializovala na skok do výšky.

## Kariéra
První úspěch zaznamenala v roce 2001 na evropském olympijském festivalu mládeže ve španělské Murcii, kde získala zlatou medaili. O dva roky později získala na juniorském mistrovství Evropy ve finském Tampere za výkon 186 cm bronzovou medaili. Stříbro vybojovala za stejnou výšku, avšak s lepším technickým zápisem Němka Aileen Herrmannová a zlato další Němka Ariane Friedrichová za 188 cm.
V roce 2005 získala stříbrnou medaili na evropském šampionátu do 23 let v německém Erfurtě. Ve stejném roce vybojovala bronzovou medaili na světovém šampionátu v Helsinkách, když překonala napodruhé 196 cm. Mistryní světa se stala její krajanka Kajsa Bergqvistová.
V roce 2008 na letních olympijských hrách v Pekingu skončila na 9. místě. Pro zranění vynechala halovou sezónu roku 2009. Na Mistrovství světa v atletice 2009 v Berlíně se umístila na sedmém místě. Dvoumetrovou hranici poprvé v kariéře překonala ve finále ME v atletice 2010 v Barceloně, kde výkonem 201 cm vybojovala stříbrnou medaili.
V roce 2011 obsadila druhé místo na halovém mítinku Beskydská laťka v Třinci. O pár dní později v rámci druhého závodu Moravské výškařské tour, na hustopečském skákání si přivodila zranění a později vynechala i evropský halový šampionát v Paříži.

## Úspěchy

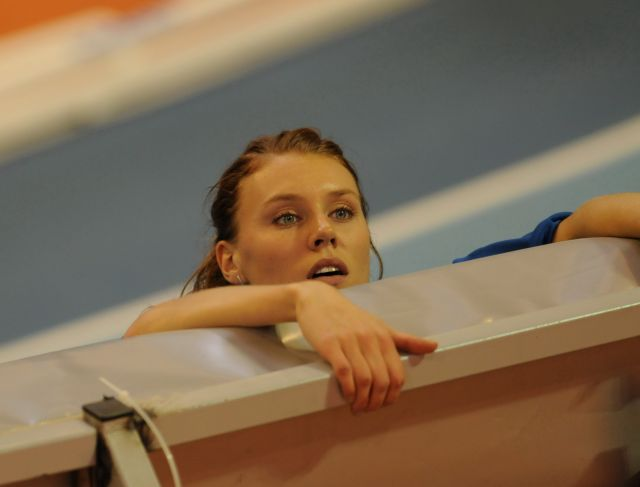
Emma Greenová během HMS 2008

| Rok  | Závod                              | Místo                | Umístění    | Výkon  |
| ---- | ---------------------------------- | -------------------- | ----------- | ------ |
| 2002 | Mistrovství světa juniorů          | Kingston, Jamajka    | 9.          | 1,80 m |
| 2003 | Mistrovství Evropy juniorů         | Tampere, Finsko      | 3.          | 1,86 m |
| 2005 | Halové ME 2005                     | Madrid, Španělsko    | 8.          | 1,89 m |
| 2005 | Mistrovství Evropy do 23 let       | Erfurt, Německo      | 2.          | 1,92 m |
| 2005 | Mistrovství světa v atletice 2005  | Helsinky, Finsko     | 3.          | 1,96 m |
| 2006 | Halové MS 2006                     | Moskva, Rusko        | kvalifikace | 1,90 m |
| 2006 | Mistrovství Evropy v atletice 2006 | Göteborg, Švédsko    | 11.         | 1,92 m |
| 2007 | Halové ME 2007                     | Birmingham, Anglie   | kvalifikace | 1,89 m |
| 2007 | Mistrovství světa v atletice 2007  | Ósaka, Japonsko      | 7.          | 1,94 m |
| 2007 | Světové atletické finále           | Stuttgart, Německo   | 8.          | 1,85 m |
| 2008 | Halové MS 2008                     | Valencie, Španělsko  | kvalifikace | 1,86 m |
| 2008 | Letní olympijské hry 2008          | Peking, Čína         | 9.          | 1,96 m |
| 2009 | ME družstev 2009                   | Leiria, Portugalsko  | 5.          | 1,95 m |
| 2009 | Mistrovství světa v atletice 2009  | Berlín, Německo      | 7.          | 1,96 m |
| 2010 | Halové MS 2010                     | Dauhá, Katar         | 5.          | 1,94 m |
| 2010 | Mistrovství Evropy v atletice 2010 | Barcelona, Španělsko | 2.          | 2,01 m |

## Osobní rekordy
- hala – 198 cm – 23. února 2008, Malmö
- venku – 201 cm – 1. srpna 2010, Barcelona